# John Fitch & Co.
Die John Fitch & Company, hervorgegangen aus Sport and Utility Motors, war ein US-amerikanischer Automobilhersteller.

## Beschreibung
Der Rennfahrer John Fitch stellte zwischen 1949 und 1951 in seinem Unternehmen Sport and Utility Motors in White Plains in New York Fahrzeuge her.
1949 wurde der Type B vorgestellt. Der zweisitzige Roadster basierte auf dem Fahrgestell des Fiat 508 Balilla, das mit einem V8-Motor von Ford ausgestattet wurde, der bei 2229 cm³ Hubraum eine Leistung von 105 bhp (77 kW)  bei 5300 min−1 erbrachte. Über das Ganze war die abgeänderte Karosserie des Crosley Hotshot gezogen. Der Radstand des Fitch Type B betrug 2413 mm, seine Gesamtlänge 3556 mm.
Der Wagen erreichte 100 km/h aus dem Stand in 6,3 s und die Höchstgeschwindigkeit lag bei 193 km/h. Fitch wurde Zweiter beim Grand Prix in Watkins Glen 1950. Die Wagen wurden für US$ 2850,– verkauft.

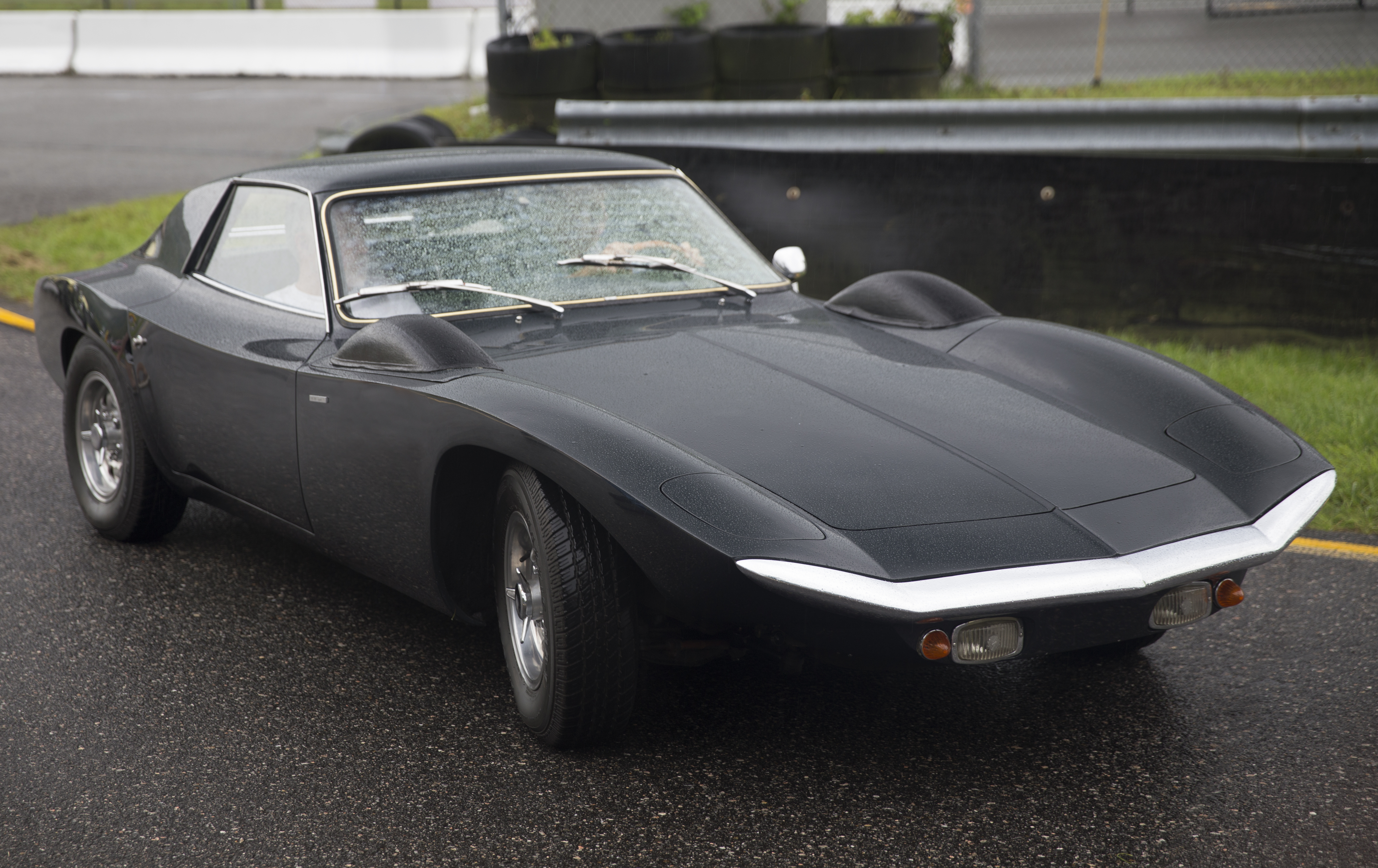
Der Fitch Phoenix

Ab 1964 war Fitch wieder aktiv. Diesmal lautete die Firmierung John Fitch & Co. Inc., möglicherweise auch nur John Fitch. Sitz war in Falls Village in Connecticut. Ab 1966 entstand der Fitch-Phoenix auf Basis des Chevrolet Corvair, von dem Fahrgestell und Motor kamen. Der Radstand betrug wie beim Type B 2413 mm, die Gesamtlänge aber 4420 mm. Der Sechszylinder-Boxermotor des Corvair mit 2687 cm³ Hubraum wurde so getunt, dass er 170 bhp (125 kW) bei 5200 min−1 abgab. Der Wagen sollte US$ 8700,– kosten, aber es entstand nur ein Prototyp. Es gab eine Zusammenarbeit mit Costruzione Automobili Intermeccanica aus Italien.
Im Bereich Fahrzeugtuning war das Unternehmen bis 1970 aktiv.